# 로마법에서의 담보물권

### 순수물적담보
신의ㆍ성실의 모태가 되는 ‘충성과 믿음’ 원칙에 따라 채무자 본인이 담보물이 되었다.

지급불능의 채무자에 대해 meum esse(나의 것) 원칙이 적용되어 채권자 마음대로 채무자를 처분할 수 있었다. 채무자를 노예로 삼거나 매각하거나 심지어 사형까지도 가능하게 되는 논리가 성립된다.

### 인적담보 (보증)
우정ㆍ신의, 가족관계가 중시되는 사회적 분위기에 따라, 채무자가 채무를 담보하기 위해 제3자인 보증인에게 채무를 담보시킴으로써 채권자가 보증인의 재산에서 자신의 채권을 만족시킬 수 있는 보증제도가 발달하게 되었다.

보증인 개인의 성품, 재산, 신체 등이 담보의 근거로 작용한다. 인적 담보는 다수의 채무를 담보할 수 있고, 채무자의 재산 이외에 보증인의 재산을 책임재산으로 추가할 수 있다는 장점이 있지만, 

보증인의 재산 상태에 따라 담보가치가 변동되고 채권이 다수인 경우 우선변제의 원칙이 배제되어 채권자가 보호받지 못할 우려가 있다는 단점이 있다.

### fiducia (신탁)

#### 배경
소유권 이외에 제한물권인 담보물권을 알지 못하던 초기 고대 로마법시기, 물적담보의 시작. 오늘날 양도담보의 기원이 된다.

#### 내용
1. 채권자에게 소유권을 완전히 이전하는 형식의 물적 담보제도. 이 시기 로마인들은 소유권 이외에 제한물권인 담보물권을 알지 못하였기 때문이다.
2. 채권자가 채권을 만족한 이후에는 담보물을 채무자에게 반환(환취)할 것을 의무화하고 있다.(신탁합의)
3. 채무자가 채무를 변제하지 못하면, 채권자는 자신의 채권담보 범위를 넘는 소유권을 이전받게 되어 채무자가 보호받지 못하는 유질합의의 문제점이 존재했다.
4. 채권자가 담보물 반환 의무를 이행하지 않을 경우 신탁소송(actio fiduciae)을 통해 채무자를 구제하였다.
5. 채권자의 악의(dolus)가 입증되면 불명예자(infamia)로 낙인찍혀 채권을 상실하고 신용을 잃게되었다.
6. 채권자가 담보물에 비용을 투하하였거나 채무자가 담보물을 훼손한 경우 신탁 반대소송(fiduciae contra)을 통해 채권자를 구제하였다.

```
*유질: 변제에 갈음하여 질물의 소유권을 이전해주든지 아니면 처분권을 이전해주는 행위
```

#### 방식
채무자가 채무를 이행하면 담보물을 반환(환취)할 것을 의무화하는‘신탁합의’라는 요식행위를 필요로 했다.

##### mantipatio
로마 시민을 위한 신탁방식. 담보물은 노예, 가축(소,말), 농기구, 이탈리아인 소유 토지로 정하였고,(res mancipi) 시민법에 의해 일정한 소유이전설정행위가 요구되었다. 5명의 증인과 채권자ㆍ채무자의 공개진술이 요구되었다.

##### in iure cessio
로마 시민이 아닌 자들을 위한 신탁 방식. 담보물은 모든 종류의 물건(res nec mancipi)을 대상으로 하였다. 시민법에 의해 법무관, 집정관을 통해 이루어지거나, 만민법에 의해 인도(양도)를 통해 이루어졌다.
```
*사용취득기간: 사용취득기간이라는 제도를 통해 채권자가 담보물을 최대 1년 동안만 소유할 수 있도록 함으로써 채무자를 보호하였다. 담보물 유지를 위해 fiducia와 함께 임대차계약을 동시에 맺기도 하였다.
```

### pignus (점유질)

#### 배경
로마 공화정시대 완전물권인 소유권과 분리하여 제한물권을 구성할 수 있는 신용담보를 위해 등장하였다. 오늘날 질권의 기원이 된다.

#### 내용
1. 채무자는 담보권자에게 물건의 점유를 이전하고 담보권을 설정하는 동시에 소유권을 유지하게 된다.
2. 채무자가 채무를 변제하지 못하면 채권자는 담보물을 처분하여 채권액에 상응하는 금액을 취할 수 있다. 이와 같은 매각질 합의는 질권설정의 합의에 이미 내포되어 있다고 간주되어 
별도의 합의는 필요없이 묵시적으로 인정되었다.
3. 질권의 부종성(질권은 피담보채권이 발생하면 성립하고, 피담보채권이 소멸하면 질권도 소멸한다는 성질)을 가진다.
4. 비점유질은 hypotheca로 발전하였다.

#### 방식
fiducia와 같이 형식이 요구되지 않고 당사자의 질권설정합의, 담보채권, 실질적인 물건의 이전을 전제조건으로 유효하게 성립한다.

### hypotheca (비점유질)

#### 배경
후기 고전시대 pignus의 점유질 형태에서 비점유질의 형태로 발전, pignus와 함께 후기 고전시대에 본격적으로 꽃피웠다. 채무자가 담보물을 채권자에게 이전한 결과, 채무자의 채무 상환 방법이 상실되는 경우를 보완한다.
오늘날 저당권의 기원이 된다.

#### 내용
1. 질권 설정 당시부터 채권자에게 담보물을 점유 이전하지 않고 채무자가 질권 설정 이후에도 담보물을 점유하여 사용할 수 있다.
2. 채무자가 채무를 변제하지 못하면 채무자는 담보물을 채권자에게 이전해야한다.
3. 채무자가 채무를 변제하기 전이라면 그 담보물을 이용하여 또 다른 담보설정도 가능하였다.
4. 담보설정 순위에 따라서 여러 담보채권자들이 경합하는 경우 담보설정 순서에 따라 우선변제권을 행사할 수 있도록 하였다.(우선순위의 원칙)

```
*우선순위의 원칙
초기엔 일물일권주의(eine sache ein recht)에 따라 금지되었다.
현존하고 소멸되지 않은 채권에 대해서만 담보가 가능하였다.
hypotheca 발전과 함께 ‘시간이 우선하면 권리가 강하다’는 원칙, 순위승진의 원칙이 확립되었다.
이러한 우선순위의 원칙의 예외가 존재했다. 즉, 이러한 특권은 시간적 1순위보다 앞선다.
-농사를 위한 기물을 구입하기 위해 금전소비대차 계약을 맺은 채무자의 채권자.
-파산절차나 공적으로 공증된 채무에 대한 채권자.
-채무자의 혼인 지참금을 빌려준 채권자.
-선순위 담보권자의 피담보채권을 우선적으로 충당하고 나머지 잔액이 있는 경우 후순위 담보권자에게 배당
```

#### 방식
담보물의 이전없이 당사자의 합의만으로 성립한다. 즉, 당사자의 의사가 법적으로 인정받는다.
pignus와 hypotheca의 차이는 점유냐 비점유냐가 아니라 질권설정을 점유이전으로 하느냐 아니면 당사자의 합의에 의하느냐의 차이에 있다.